# Підбузький район
Підбузький район — адміністративно-територіальна одиниця у складі Дрогобицької області з 1939 по 1959 роки.

## Історія
Утворений рішенням облвиконкому з Підбузької ґміни, Ново-Кропивницької ґміни та с. Нагуєвичі Лішнянської ґміни Дрогобицького повіту Львівського воєводства.
25 червня 1951 р. указом Президії Верховної Ради УРСР с. Нагуєвичі Підбузького району Дрогобицької області перейменовано на с. Івана Франка, а Нагуєвицьку сільраду на Івано-Франківську [19, с. 25].

## Структура
Станом на 1 вересня 1946 року до району входили сільські ради:
- Бистриця
- Винники
- Довге
- Жданівка
- Залокоть
- Майдан
- Мокряни
- Нагуєвичі
- Новий Кропивник
- Опака
- Підбуж
- Підмонастирок
- Рибник
- Смільна
- Старий Кропивник
- Сторона
- Уріж

## Підбузький райкомКП(б)У
Створений у січні 1940 р. У червні 1941 р. з початком німецького наступу тимчасово припинив діяльність. Відновлений у вересні 1944 р. Ліквідований у травні 1959 р. після ліквідації Підбузького району, територія якого відійшла до Дрогобицького району. Складався з наступних підрозділів: бюро (загальний відділ), організаційно-інструкторський відділ (з 1949 р. - відділ партійних, профспілкових та комсомольських організацій), сектор партійної статистики, відділ пропаганди і агітації, сільськогосподарський відділ, військовий відділ, відділ по роботі серед жінок, відділ кадрів.

## Репресії
Дуже часто місцеві керівники вдавались до безпідставних репресій проти мешканців. Зокрема на нараді у Львівському обкомі партії 20.02.1945 р. у присутності М. С. Хрущова виступаючі говорили, що дуже шкодить авторитету партії те, що багато партпрацівників, які їздять у села, погано там поводяться: порушують законність, знущаються із селян і навіть «стріляють у безневинних людей». На цій же нараді в Дрогобичі наводилися приклади злочинних дій начальника Підбузького райвідділу НКВС Кабакова, який у селі Кропивник особисто розстріляв декілька громадян і підпалив їхній будинок.

## Підбузький район в адміністративному поділі ОУН
У 1944 році Дрогобицьку округу ОУН було поділено на три надрайони, один з них – Дрогобицький. До його складу і увійшов Підбузький район. З літа 1947 року Дрогобицька округа складалась з чотирьох надрайонів, однак Підбузький район залишився у складі Дрогобицького надрайону.